# Hugo Claus
Hugo Maurice Julien Claus, född 5 april 1929 i Brygge, död 19 mars 2008 i Antwerpen, var en belgisk nederländskspråkig författare, diktare, målare och filmskapare.

## Verksamhet
Hugo Claus var en produktiv och betydande författare, som skrev romaner, noveller, dramatik och lyrik. Därutöver var han verksam som bildkonstnär och filmregissör.                                    
Claus var med och grundade den belgiska avantgarde-tidskriften Tijd en Mens (1949-1955) och CoBrAgruppen.
Som författare debuterade Claus redan 1947 med Kleine reeks och han nämndes i många år som en tänkbar nobelpristagare. Till sin 75-årsdag 2004 hedrades han genom att en av hans dikter placerades som väggdikt i Leiden.

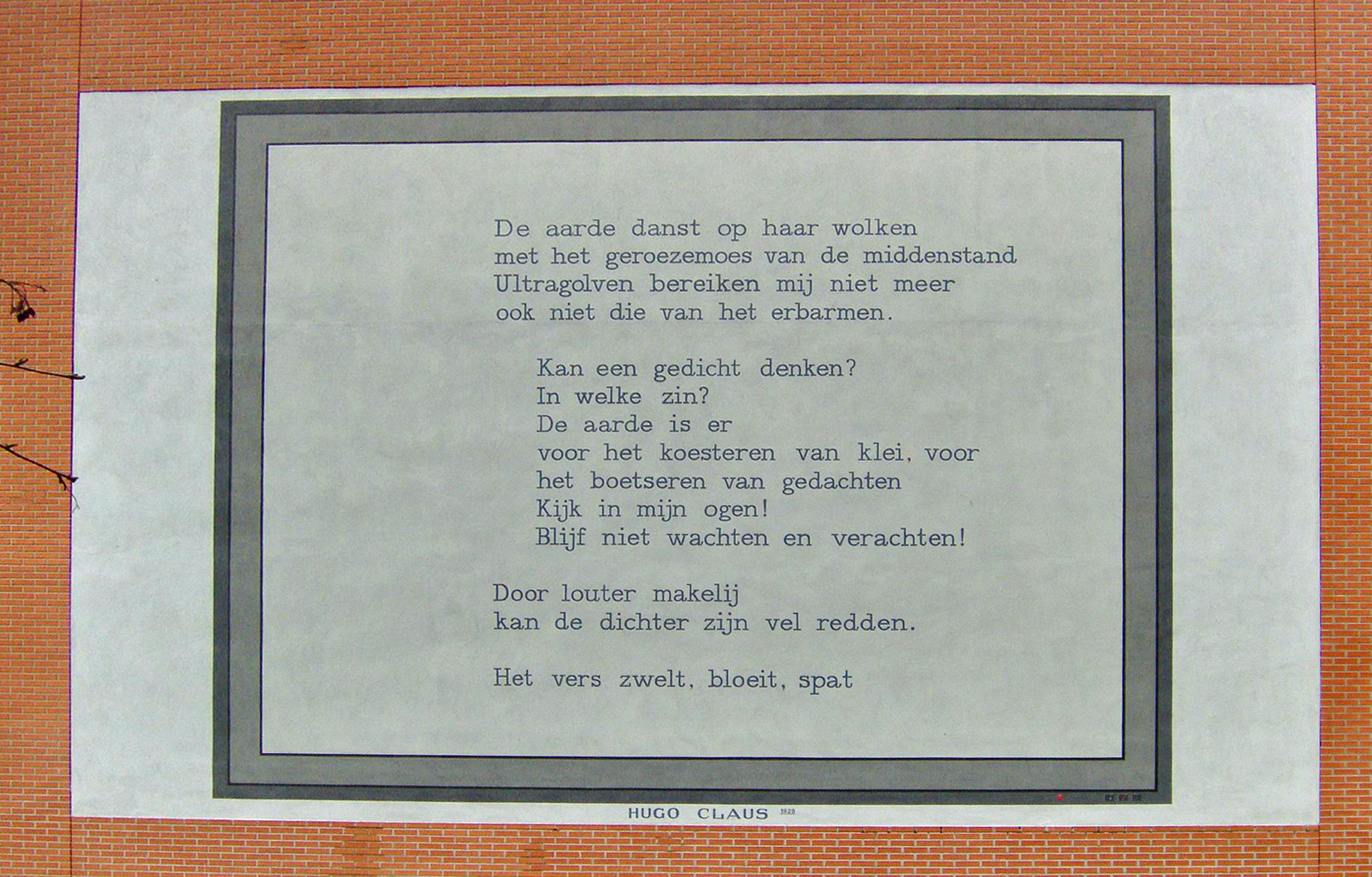
De aarde danst op haar wolken (Jorden dansar på moln) som väggdikt på Geregracht 1 i den holländska staden Leiden.

Claus var gift med Elly Overzier. De fick sonen Thomas (född 1963). Han hade senare ett förhållande med Sylvia Kristel, med vilken han fick sonen Arthur (född 1975). Mot slutet av sitt liv led han av Alzheimers och han dog med dödshjälp 2008.

### Svenska översättningar
(Översättning Per Holmer, om inte annat anges)
- Förundran (De verwondering) (Bonnier, 1985)
- En stilla förintelse (Een zachte vernieling (Bonnier, 1990)
- Svärdfisken (De zwaardvis) (Bonnier, 1991)
- Belgiens sorg (Het verdriet van België) (Bonnier, 1992)
- Spåren: dikter (i urval och översättning av Lasse Söderberg, Per Holmer och Eva Runefelt, Ellerström, 1994)
- Skam (Schaamte) (Bonnier, 1994)
- Gilles och natten (Gilles en de nacht) (Dramaten, 1994)
- Belladonna: scener ur livet i provinsen (Belladonna) (Bonnier, 1995)
- Rykten (De geruchten) (Bonnier, 1997)
- Ofullbordad förfluten tid (Onvoltooid verleden) (Bonnier, 2000)
- Andjakten (De metsiers) (Bonnier, 2002)
- Oostakkerdikterna (De Oostakkerse gedichten) (Ellerström, 2003)
- Sista bädden ; En vandring i sömnen: två berättelser (Een slaapwandeling) (Malexis, 2012)
- Hunddagarna (De hondsdagen) (Lindskog, 2019)
- Sakrament (Omtrent Deedee) (Lindskog, 2022)
- I grannskapet (De mensen hiernaast) (Lindskog, 2024)

## Priser och utmärkelser
- Aristeionpriset 1998
- Asteroiden 12381 Hugoclaus[12]

- Leo J. Kryn-priset,  1950
- Arkprijs van het Vrije Woord,  1952
- Henriëtte Roland Holst-priset,  1965
- Martinus Nijhoff Vertaalprijs,  1965
- Edmond Hustinx Prize for playwrights,  1967
- Constantijn Huygens-priset,  1979
- Flamländska gemenskapens pris för teaterlitteratur,  1979
- Cestoda-priset,  1985
- Laure Bataillon,  1986
- Prijs der Nederlandse Letteren,  1986
- Herman Gorter-priset, för Alibi,  1986
- Prijs voor Meesterschap,  1994
- VSB Poetry Prize,  1994
- Libris litteraturpris,  1997
- Humo's Gouden Bladwijzer,  1997
- Premio Nonino,  2000
- Literature Prize of the Flemish Provinces,  2001
- Münsters pris för internationell poesi,  2001
- Leipziger Buchpreis zur Europäischen Verständigung,  2003
- Flamländska gemenskapens pris för allmän kulturell förtjänst,  2005
- Riddare av Kronorden

[Redigera Wikidata]